# Vittorio Lucchetti
Pour les articles homonymes, voir Lucchetti.
Vittorio Luchetti est un gymnaste artistique italien né le 21 décembre 1894 à Livourne et mort le 3 février 1965 à Gênes. 

## Biographie
Vittorio Luchetti remporte avec l'équipe d'Italie de gymnastique la médaille d'or au concours général par équipes aux Jeux olympiques d'été de 1920 à Anvers ainsi qu'aux Jeux olympiques d'été de 1924 à Paris.